# Utilité marginale

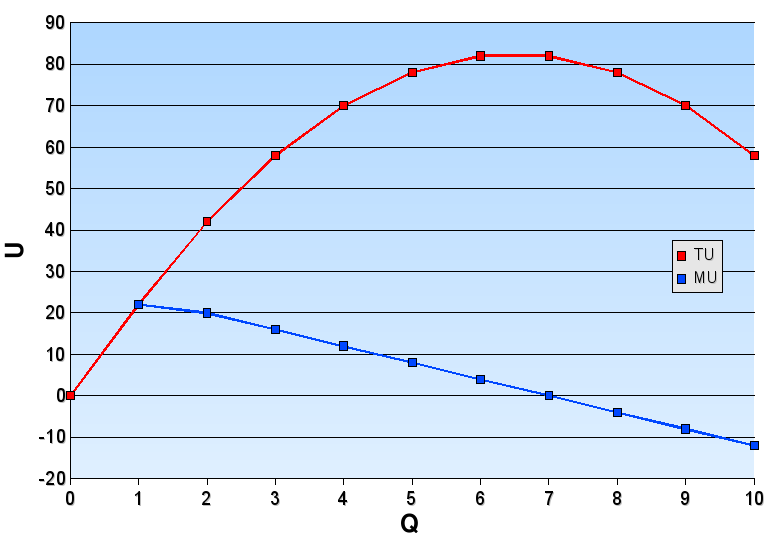
Graphique comparant l'utilité totale (en rouge), à l'utilité marginale (en bleu) par unité consommée

L'utilité marginale est un concept économique. Elle désigne l'utilité qu'un agent économique tire de la consommation d'une quantité supplémentaire d'un bien. Le raisonnement est dit à la marge parce que l'utilité marginale consiste en l'utilité par unité supplémentaire consommée.

## Concept
Comme l'a observé l'ingénieur Dupuit dès 1844, l'utilité marginale décroît marginalement, ce qui signifie qu'il arrive un moment où une unité supplémentaire de consommation d'un bien apporte moins d'utilité ou de plaisir que la consommation de l'unité précédente. Un individu assoiffé tirera une grande utilité marginale de son premier verre d'eau, un peu moins du deuxième, et encore moins du troisième.
L'utilité marginale est décroissante dans la majeure partie des cas, car elle traduit une saturation des besoins. Plusieurs biens ou comportements apportent toutefois une utilité marginale croissante, comme par exemple les drogues ou la collection de timbres et d'autres objets divers. Plus la collection s'agrandit plus la satisfaction augmentera.
L'équilibre entre deux biens n'est atteint que lorsque l'utilité marginale procurée par une même dépense pour ces deux biens est égale.

## Formalisation
Soit une fonction d'utilité {\displaystyle U} et des quantités consommées {\displaystyle X} et {\displaystyle Y} de deux biens :
{\displaystyle U:{\begin{cases}\mathbb {R} ^{+}\times \mathbb {R} ^{+}&\rightarrow &\mathbb {R} ^{+}\\(X,Y)&\mapsto &U(X,Y)\end{cases}}} .
On définit l’utilité marginale de la consommation du premier bien par la dérivée partielle par rapport à {\displaystyle X} de la fonction d’utilité : 
{\displaystyle \ U_{X}'={\frac {\partial U}{\partial X}}}
De même, l'utilité marginale du deuxième bien Y   est déterminée en calculant la dérivée partielle de la fonction d'utilité par rapport à Y.

## Histoire
Le concept d'utilité marginale est au centre de l'école de pensée économique appelée École marginaliste. Fondée autour de 1870, elle considère que la valeur économique résulte de l'utilité marginale de chaque bien. Les principaux représentants de cette école sont le Français Léon Walras, l'Anglais Stanley Jevons et l'Autrichien Carl Menger(ce dernier étant néanmoins distinct des deux autres à plusieurs égards, notamment sur les hypothèses faites). Néanmoins, c'est l'Allemand Gossen qui a présenté le concept dans ses « Lois des relations humaines » de façon rigoureuse et complète en 1854. L'utilité marginale est alors considérée comme révolutionnaire, à tel point que l'on parle à son sujet de « révolution marginaliste » ou de « révolution néo-classique ».  
Le marginalisme permet aux économistes de contourner le problème de la classification des biens en catégories. Ce qui importe pour le consommateur n'est pas tant le bien en lui-même que l'utilité produite par chaque nouvelle consommation de ce bien.